# 西田司 (社会心理学者)
西田 司（にしだ つかさ、1948年7月15日 -　）は、日本のコミュニケーション論研究者、日本大学教授。
三重県生まれ。1971年日本大学文理学部英文科卒、75年イリノイ大学大学院修士課程修了、1979年ミネソタ大学大学院スピーチ・コミュニケーション研究科異文化間コミュニケーション専攻博士課程修了、Ph.D。1980年日本大学文理学部(三島)専任講師、1984年助教授、1986年国際関係学部助教授、1991年教授。1999年「異文化の人間関係研究」で日大博士(国際関係) 。2004年日本比較生活文化学会学会賞。2011年日本比較生活文化学会会長。

## 著書
- 『異文化適応行動論』高文堂出版社 1986
- 『異文化と人間行動の分析』多賀出版 1994
- 『異文化の人間関係』多賀出版 1998
- 『不確実性の論理 対人コミュニケーション学の新視点』創元社 2004

### 共編著
- 『アメリカ感覚Q&A』西田ひろ子共著 創元社 1980
- 『国際人間関係論』津田幸男、西田ひろ子、水田園子共著 聖文社 1989
- 『アメリカをどうぞ』Angelo Pitillo 共編著 三修社 1995
- 『文化とコミュニケーション』デニス・S.ガウラン共編著 八朔社 1996
- 『国際ビジネススキル』David Wagner共著　洋販出版 1997 英和対照English-Japanese library
- 『国際ビジネスコミュニケーション』David Wagner共著 洋販出版 1999
- 『異文化間コミュニケーション論 不確実性を越えて』グディカンスト・W.B. 共著 青山社 2001
- 『異文化間コミュニケーション入門 日米間の相互理解のために』グディカンスト, W.B. 共著 丸善 2002
- 『ひとりで学べる英会話』ダニエル・ビスガード共著 創元社 英語再入門シリーズ 2002
- 『親密化のコミュニケーション』寺尾順子共著 北樹出版 2010
- 『比較生活文化考』島岡宏共編 ナカニシヤ出版 2012

### 翻訳
- L.A.サモーバー、ポーター、ジェイン『異文化間コミュニケーション入門 国際人養成のために』共訳 聖文社 1983
- A.マレービアン『非言語コミュニケーション』共訳　聖文社 1986

## 参考
- J-GLOBAL
- 『現代日本人名録』2002年